# Női 400 méteres gátfutás a 2013. évi nyári európai ifjúsági olimpiai fesztiválon
A 2013. évi nyári európai ifjúsági olimpiai fesztiválon az atlétikai versenyszámok közül a női 400 méteres gátfutás július 17.-én és július 18.-án rendezték Utrechtben.

## Selejtező
| H   | F | Név                       | Nemzet           | E       | Mj  |
| --- | - | ------------------------- | ---------------- | ------- | --- |
| 1.  | 1 | Aneja Simoncic            | Szlovénia        | 1:00.32 | Q   |
| 2.  | 3 | Michaela Pešková          | Szlovákia        | 1:00.78 | Q   |
| 3.  | 1 | Michelle Patricia Mueller | Svájc            | 1:01.03 | Q   |
| 4.  | 3 | Blazer Imola Boglárka     | Románia          | 1:01.12 | Q   |
| 5.  | 1 | Justine Brackman          | Belgium          | 1:01.16 | q   |
| 6.  | 3 | Coralie Gassama           | Franciaország    | 1:01.24 | q   |
| 7.  | 2 | Ekaterina Tiurina         | Oroszország      | 1:01.93 | Q   |
| 8.  | 2 | Claudia Rojo Cazorla      | Spanyolország    | 1:02.13 | Q   |
| 9.  | 2 | Ozlem Kahraman            | Törökország      | 1:02.23 |     |
| 10. | 2 | Zorana Grujic             | Szerbia          | 1:02.75 |     |
| 11. | 2 | Jessica Peterle           | Olaszország      | 1:02.81 |     |
| 12. | 3 | Patricia Daxbacher        | Ausztria         | 1:03.01 |     |
| 13. | 1 | Zofia Praczukowska        | Lengyelország    | 1:03.22 |     |
| 14. | 1 | Marharyta Dugina          | Ukrajna          | 1:03.55 |     |
| 15. | 3 | Maria Mari                | Görögország      | 1:03.56 |     |
| 16. | 1 | Kristina Borukova         | Bulgária         | 1:05.70 |     |
| 17. | 2 | Anastasia Scripca         | Moldova          | 1:08.23 |     |
| 18. | 2 | Karolina Lokutijevskaja   | Litvánia         | 1:08.78 |     |
| 19. | 1 | Livija Grantina           | Lettország       | 1:08.99 |     |
| -   | 3 | Hanna Mikhailava          | Fehéroroszország | -       | DNF |

## Döntő
| H     | Név                       | Nemzet        | E       | Mj |
| ----- | ------------------------- | ------------- | ------- | -- |
| Arany | Aneja Simoncic            | Szlovénia     | 1:00.27 |    |
| Ezüst | Michaela Pešková          | Szlovákia     | 1:00.68 |    |
| Bronz | Coralie Gassama           | Franciaország | 1:00.74 |    |
| 4.    | Ekaterina Tiurina         | Oroszország   | 1:00.96 |    |
| 5.    | Justine Brackman          | Belgium       | 1:01.38 |    |
| 6.    | Blazer Imola Boglárka     | Románia       | 1:01.67 |    |
| 7.    | Michelle Patricia Mueller | Svájc         | 1:02.44 |    |
| 8.    | Claudia Rojo Cazorla      | Spanyolország | 1:02.79 |    |